# Brämaregården
Brämaregården är en stadsdel i Göteborg. Stadsdelen består främst av landshövdingehus, vilka var 124 stycken 2001. Stadsdelen har en areal på 76 hektar. Det tidigare primärområdet Brämaregården delades den 1 januari 2012 upp i primärområdena Rambergsstaden och Lindholmen, vilka ingår i stadsområde Hisingen.

## Historia

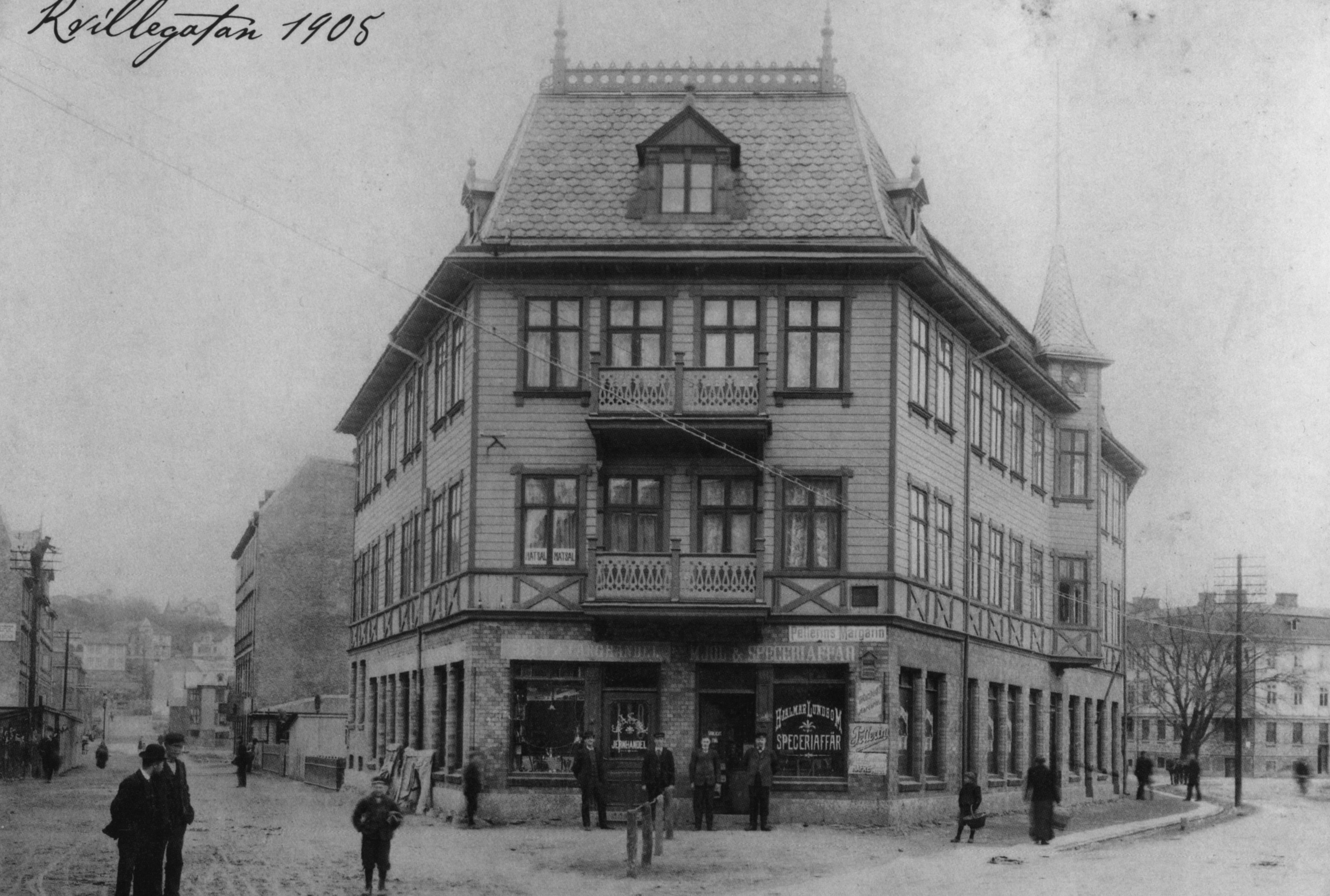
Kvillegatan i Göteborg 1905.

Området som idag kallas Brämaregården var tidigare vassmarker, men dessa torrlades under 1870- och 1880-talet för att inrätta området i kvarter och gator. Runt Kvilletorget, som blev Hisingens handelscentrum i slutet av 1800-talet, byggdes de första bostäderna och sedan byggdes flera landshövdingehus runt om i den nya stadsdelen. 1906 införlivades Brämaregården i Göteborg och senare 1921 upprättades utbyggnadsplaner av Albert Lilienberg.
Med början under 1940-talet revs flera av de äldre husen, bland annat de annorlunda landshövdingehusen i fyra våningar. Sedan dess har flera hela eller delar av kvarter rivits, bland annat runt Kvilletorget som sedan bebyggts med nya liknande bostäder.
Området mellan Ramberget och Vågmästareplatsen med sex gula t-formade punkthus byggdes av HSB åren 1959–1960. Området är utformat efter tanken om ”hus i park”, i linje med de funktionalistiska tankarna om ljus och luft och har som sådant hämtat inspiration från Le Corbusier. Likheter finns med punkthusen i Norra Guldheden. Tack vare sin tidstypiska karaktär är området upptaget i Göteborgs Stads bevarandeprogram.

## Kyrkan

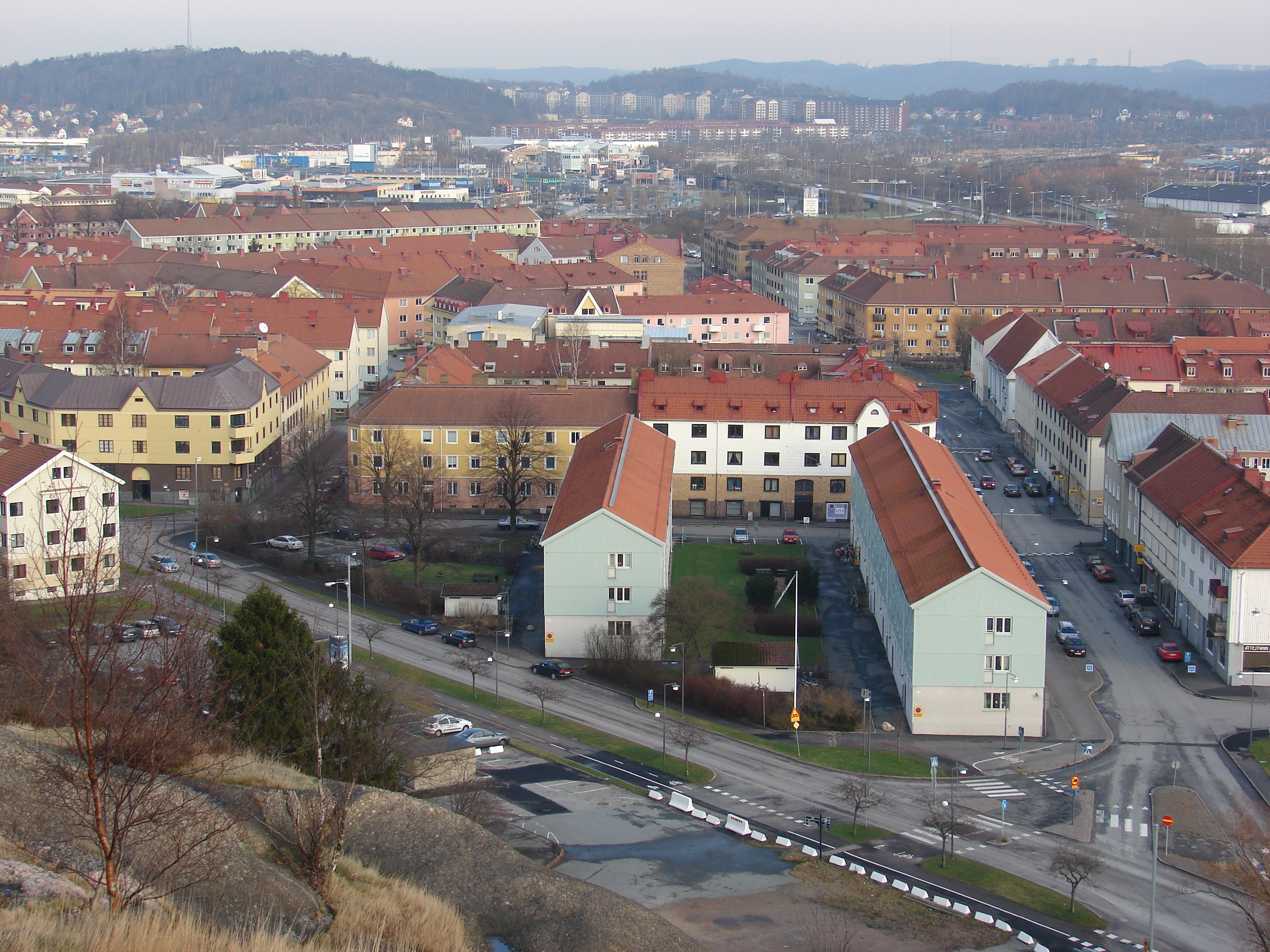
Utsikt över Brämaregården från sydväst.

Brämaregårdens kyrka uppfördes efter ritningar av arkitekt Sigfrid Ericson, invigdes 1925 och renoverades 1963. Kyrkans ingång vetter norrut, vilket är ovanligt. Anledningen är att ingången var riktad mot den öppna plats som nu är parkeringar.